# Spanky DeBrest
Jimmy „Spanky“ DeBrest, auch Spanky De Brest (eigentlich James DeBrest; * 24. April 1937 in Philadelphia, Pennsylvania; † März 1973) war ein amerikanischer Jazz-Bassist. Er spielte bei Art Blakey und J. J. Johnson.
Zu Beginn seiner Karriere spielte DeBrest in lokalen Orchestern in Philadelphia, dann von 1956 bis 1958 bei Art Blakey, wo er im Mai 1957 an der legendären Session mit Thelonious Monk mitwirkte. Von 1958 bis 1960 spielte er in der Band von J. J. Johnson. Außerdem spielte er auf Aufnahmen von Ray Draper, Clifford Jordan und Lee Morgan mit.

## Auswahldiskographie
- Art Blakey: Art Blakey’s Jazz Messengers with Thelonious Monk, (Atlantic Records, 1957); Percussion Discussion (Chess Records, 1957)
- Ray Draper: Tuba Sounds (Prestige Records, 1957)
- John Coltrane: The John Coltrane/Ray Draper Quintet (Prestige, 1957)
- Clifford Jordan: Spellbound (Riverside Records, 1960)
- Oscar Peterson Trio - Lee Morgan - Jimmy Heath (Ozone, 1962)